# Delaj - raz!
Delaj - raz! (russisk: Делай — раз!) er en sovjetisk spillefilm fra 1990 af Andrej Maljukov.

## Medvirkende
- Jevgenij Mironov - Aleksej Gavrilov
- Vladimir Masjkov - Anatolij Sjipov
- Aleksej Burykin - Ivan Botsu
- Aleksandr Domogarov
- Sergej Sjentalinskij - Stepanov